# (306) Unitas
(306) Unitas és un asteroide que forma part del cinturó d'asteroides i va ser descobert per Elia Millosevich l'1 de març del 1891 des de l'observatori astronòmic del Collegio Romà a Roma, Itàlia. S'anomena així a proposta de l'astrònom italià Pietro Tacchini (1838-1905), en referència a la unitat d'Itàlia i a un llibre del també astrònom italià Angelo Secchi (1818-1878).

## Característiques orbitals
Orbita a una distància mitjana del Sol de 2,358 ua, podent allunyar-se fins 2,714 ua i acostar-se fins 2,001 ua. Té una excentricitat de 0,1512 i una inclinació orbital de 7,278°. Li comporta 1.322 dies completar una òrbita al voltant de Sol.